# 吉爾默鎮區 (北卡羅萊納州吉爾福德縣)
吉爾默鎮區（英語：Gilmer Township）是位於美國北卡羅萊納州吉爾福德縣的一個鎮區。

## 地方資料
吉爾默鎮區的面積為105.93平方千米，皆為陸地。根據2020年美國人口普查的數據，當地共有人口85619人，而人口密度為每平方千米808.26人。